# Special Olympics Guadeloupe
Special Olympics Guadeloupe (englisch: Special Olympics Guadeloupe) ist der guadeloupische Verband von Special Olympics International, der weltweit größten Sportbewegung für Menschen mit geistiger Beeinträchtigung und Mehrfachbeeinträchtigung. Ziel ist die sportliche Förderung dieser Personengruppe und die Sensibilisierung der Gesellschaft für sie. Außerdem betreut der Verband die guadeloupischen Athletinnen und Athleten bei den Special Olympics Wettbewerben.

## Geschichte
Special Olympics Guadeloupe wurde in den späten 1970er Jahren mit Sitz in Pointe-à-Pitre gegründet.

## Aktivitäten
2021 waren 91 Athletinnen, Athleten und Unified Partner bei Special Olympics Guadeloupe registriert.
Der Verband nahm 2022 an den Programmen Law Enforcement Torch Run (LETR), Athlete Leadership, Healthy Athletes, Young Athletes, Motor Activities Training Program (MATP), Program UNIFY und Unified Sports teil, die von Special Olympics International ins Leben gerufen worden waren.

### Sportarten
Folgende Sportarten wurden 2022 vom Verband angeboten: 
- Basketball (Special Olympics)
- Floor Hockey
- Fußball (Special Olympics)
- Handball (Special Olympics)
- Judo
- Leichtathletik (Special Olympics)
- Radsport (Special Olympics)
- Segeln (Special Olympics)
- Schwimmen (Special Olympics)
- Tennis (Special Olympics)
- Tischtennis (Special Olympics)

### Teilnahme an Weltspielen vor 2020
(Quelle:)
- 2011 Special Olympics World Summer Games, Athen
- 2013 Special Olympics World Winter Games, PyeongChang, Südkorea
- 2015 Special Olympics World Summer Games, Los Angeles, USA

### Teilnahme an den Special Olympics World Summer Games 2023 in Berlin
Special Olympics Guadeloupe nahm an den Special Olympics World Summer Games 2023 teil. Die Delegation wurde vor den Spielen im Rahmen des Host Town Program von Hamburg betreut. Die Delegation bestand aus dreizehn Personen: Sieben Basketball-Athletinnen und -Athleten, darunter fünf mit geistiger oder mehrfacher Beeinträchtigung, zwei nicht beeinträchtigte Unified Partner, Trainer, Eltern und ein Delegationsassistent. Zwei Athleten und drei Athletinnen kamen vom Institut Médico-Educatif (IME), einer Schule mit medizinischen Einrichtungen auf der kleinen Karibikinsel Marie-Galante. Das Team gewann bei diesen Weltspielen eine Gold-, drei Silber- und vier Bronzemedaillen.